# Blaze Ya Dead Homie
Blaze Ya Dead Homie, né Chris Rouleau le 27 avril 1976 à Romeo, dans le Michigan, est un rappeur américain. Il joue le rôle d'un membre de gang tué dans les années 1980 revenu à la vie. Son style oscille entre gangsta rap et horrorcore. Il est signé sur Psychopathic Records le label d'Insane Clown Posse jusqu'en 2013, puis sur Majik Ninja Entertainment, le nouveau label de Twiztid, ancien groupe de Psychopathic Records.

## Biographie

### Jeunesse et débuts (1976–1999)
Chris Rouleau est né le 27 avril 1976 à Romeo, dans le Michigan, et commence à rapper à 17 ans[réf. nécessaire]. Il apparaît localement sous le nom de Psycho C, influencé par Slick Rick, LL Cool J, Run DMC, NWA et Ice-T. Son premier grand concert se déroule au Ritz, à Roseville, dans le Michigan, non loin de Détroit. Durant tout ce temps, Rouleau essaie plusieurs partenariats avec divers groupes et rappeurs tels que Sleepwalkers, The R.O.C., et House of Krazees. Il ouvre pour House of Krazees (dont deux membres, James Spaniolo et Paul Methric, forment Twiztid en 1997) avec son ami James Lowery (futur Anybody Killa).
Chris Rouleau pense cependant à abandonner sa carrière de rappeur. Ses amis de Twiztid rejoignent Psychopathic Records en 1997 et l'encouragent à poursuivre. Ils le font travailler pour les tournées d'Insane Clown Posse. Il participe à la street team d'ICP en 1999, pendant la tournée de The Amazing Jeckel Brothers (1999). Twiztid suggèrent à plusieurs reprises à ICP et Alex Abbiss (président du label Psychopathic Records, de signer Chris Rouleau. Ils finissent par l'écouter et sont convaincus. Violent J décide alors de signer Chris Rouleau sur Psychopathic Records en 1999.

### Blaze Ya Dead Homie(2000)
Violent J aide Chris Rouleau à définir le concept et l'identité de son personnage. Chris Rouleau fusionne ses influences de Rap West Coast et son intérêt pour les histoires surnaturelles. De cela sort le personnage d'un gangster tué à la fin d'un concert à Détroit dans les années 1980. Après onze années, il est ramené à la vie par les membres du supergroupe Dark Lotus. Ce personnage symbolise également la renaissance de sa carrière de rappeur. La première apparition de Blaze Ya Dead Homie se s'effectue sur le morceau Hound Dogs avec ICP et Twiztid sur la nouvelle version de l'album de Twiztid intitulé Mostasteless. Violent J lui propose ensuite de rejoindre le supergroupe Psychopathic Rydas sous le nom de Cell Block pour le premier album intitulé Dumpin'.
En 2000, une chanson du premier EP de Blaze Ya Dead Homie en duo avec Jamie Madrox de Twiztid et intitulée Put It Down est présente sur la compilation de Twiztid Cryptic Collection Volume 1. La même année, Blaze Ya Dead Homie sort son EP six titres intitulé Blaze Ya Dead Homie produit par Twiztid et Fritz The Cat. L'EP contient une chanson avec ICP et Twiztid intitulée Shittalkaz. L'EP fait un flop. Psychopathic Records fait peu de promotion pour cet EP. Alex Abbiss décide alors de mettre fin au contrat de Blaze Ya Dead Homie.

### 1 Less G In The HoodetColton Grundy(2001–2006)
Sous la pression de Twiztid qui menace de quitter le label, Blaze Ya Dead Homie est de nouveau signé. Il participe au nouvel album de Twiztid intitulé Freek Show (chansons Maniac Killa et Where Itz Goin Down). Il rejoint même le supergroupe Dark Lotus. Il participe au Freekshow Tour de Twiztid et au Bizzar Bizaar Tour d'ICP. Sur scène, Blaze Ya Dead Homie est accompagné de James Lowery alias Jaymo ou encore Native Funk (bientôt Anybody Killa). Il propose à Psychopathic Records de le signer sur le label mais il est seulement engagé comme partenaire de Blaze Ya Dead Homie. Le duo plaît beaucoup aux Juggalos.
Blaze Ya Dead Homie publie son premier album intitulé 1 Less G In The Hood le 16 octobre 2001. L'album, produit par Twiztid, Fritz The Cat, Mike P. et Violent J, connaît un gros succès et est rapidement épuisé[réf. nécessaire]. Il contient de nombreux featuring avec Twiztid, Anybody Killa et ICP. Il atteint la 86e place des R&B Albums, la 19e place des Top Heatseekers, et la 25e place des Top Independent Albums. Convaincus par Anybody Killa, ICP et Alex Abbiss le signent sur Psychopathic Records. Blaze Ya Dead Homie et Anybody Killa défendent avec succès l'album sur scène lors du Hatchet Rizing Tour qui regroupe l'ensemble de la Psychopathic Family. Ils réalisent la chanson Children of the Wasteland (2001) distribuée aux Juggalos pour l'Hallowicked 2001 sur un CD de trois titres avec les chansons Every Halloween d'ICP et Waited Til Halloween de Twiztid.
En 2002, l'amitié de Rouleau et d'Anybody Killa débouche sur le projet parallèle Drive-By. Une chanson intitulée Foo-Dang est mise en téléchargement libre sur internet. Pour l'Hallowicked 2003, Blaze Ya Dead Homie enregistre la chanson Dead Body Man 2003, une reprise du classique d'ICP Dead Body Man. La chanson est distribuée aux Juggalos sur un CD de deux titres avec la chanson Silence of the Hams du supergroupe Soopa Villainz. Blaze Ya Dead Homie traverse ensuite une période de doute et se retire un moment de la musique. Il a pourtant déjà enregistré la plupart des chansons de son prochain album. Il annonce que son concert pour le Gathering of the Juggalos 2003 sera son dernier. Fin 2003, Blaze Ya Dead Homie refait parler de lui et participe au CD distribué aux Juggalos pour le Fright Fest. Deux chansons de son album non réalisé intitulées Bitch Shut Up avec Esham et 10 Bodies, sont présentes sur la compilation Psychopathics From Outer Space Part 2 publié le 18 novembre 2004. Sur la même compilation, Blaze Ya Dead Homie participe à la chanson Graverobbers publiée en 2004 de Dark Lotus et à un morceau de la Psychopathic Family intitulé Free Studio.
Rouleau revient finalement pour un second album publié le 19 octobre 2004, intitulé Colton Grundy, qui atteint la 9e place des Billboard Top Heatseekers, la 16e place des Top Independent Albums, la 57e place des Top R&B/Hip-Hop Albums et la 167e des Top Internet Albums chart et du Billboard 200. En 2005, il reprend le projet Drive-By avec Anybody Killa. Ils sortent leur premier album Pony Down (2005). En 2006, une nouvelle version de l'album 1 Less G In The Hood édition Deluxe est publié. Elle contient l'EP Blaze Ya Dead Homie, presque tout l'album 1 Less G In The Hood et trois inédits (Look Out, Mama I Ain't Change et Garbage produites par Fritz The Cat).

### Nouveaux albums et dernières activités (2007–2013)
En 2007, Rouleau s'associe avec The R.O.C. pour créer Zodiac Mprint. Une chanson est réalisée sous ce nom : Shake présente sur la compilation Psychopathics From Outer Space Part 3. The R.O.C. participe sur certaines chansons au troisième album de Blaze Ya Dead Homie intitulé Clockwork Gray publié le 21 août 2007. La chanson E.O.D. est officiellement une chanson de Zodiac Mprint. Comme en témoignent la pochette intérieure ainsi que dans le vidéoclip de Ill Connect The R.O.C. est très présent sur cet album, et fait participer Twiztid, ICP et Boondox. Anybody Killa est absent car il a quitté le label Psychopathic Records en 2005 avant de revenir en 2008. L'album comporte également la chanson Inside Looking Out du supergroupe The Samhain Witch Killaz. L'album est produit par Fritz The Cat, Shaggy 2 Dope, The R.O.C., Scott Summer, Randy Lynch et DJ Clay. Il atteint les classements musicaux.
En 2010, Blaze publie son nouvel album intitulé Gang Rags le 22 juin 2010. L'album est produit par Mike E. Clark et Violent J. Pour la première fois, Twiztid ne prend pas part à la production d'un album de Blaze Ya Dead Homie. L'album contient des featuring avec ICP, Axe Murder Boyz, Kottonmouth Kings, The Dayton Family, Anybody Killa mais rien avec Twiztid. Un clip est réalisé pour la chanson Deadman Walking. Il atteint la 13e place des R&B Albums. En 2011 sort l'album Gang Rags Extended Version (Uncut + Uncensored) contenant 12 chansons inédites, disponible au Drive-By Tour. Toutes les musiques sont composées par Mike E. Clark. Le 9 août 2012, au Gathering of The Juggalos 2012, Blaze Ya Dead Homie annonce lors de son séminaire la sortie d'un nouvel album intitulé A Day in The Life. Fin 2012, Twiztid quitte Psychopathic Records. Blaze étant très proche de Twiztid, de nombreuses rumeurs sur les sites de Juggalos prédisent son départ dans les prochaines semaines. Pourtant début 2013, Blaze entame une tournée avec Anybody Killa intitulée Drive-By Tour. Un nouvel EP de Drive-By est même réalisé. Le 8 mars 2013, le site officiel d'ICP publie une interview de Violent J. Il y revient notamment sur le départ de Twiztid. Il annonce alors le départ de Blaze Ya Dead Homie comme quelque chose de prévu et qui ne pose pas de problème.
Le 10 mars 2013, lors de la dernière date du Drive-By Tour, Blaze annonce en plein concert, avoir appris en même temps que tout le monde son départ de Psychopathic Records dans l'interview de Violent J. Ce dernier annonce, le 12 mars, des excuses publiques sur Tweeter pour la façon dont est annoncée la nouvelle du départ de Blaze, excuses acceptées par Blaze. Le 14 mars 2013, le site officiel d'ICP publie une mise au point rédigée par Jumpsteady parlant entre autres de la situation de Blaze. Il y explique que Blaze n'a pas donné de nouvelles après l'annonce de Twiztid et que tout le monde à Psychopathic Records a pensé qu'en raison de leur grande complicité, il partait avec eux. S'il veut rester sur le label, il est donc le bienvenu. C'est finalement pendant le séminaire d'Insane Clown Posse, lors du Gathering of the Juggalos 2013 (du 7 au 11 août 2013), que Violent J annonce officiellement le départ de Blaze Ya Dead Homie de Psychopathic Records.

### Renouveau (depuis 2014)
À la suite de son départ de Psychopathic Records, Blaze Ya Dead Homie participe aux projets de Twiztid, tels que New Nightmare ou encore Get Twiztid EP. En 2014, il signe sur le nouveau label de Twiztid, Majik Ninja Entertainment avec The R.O.C. Le 21 octobre 2014, il publie son premier album, également première sortie du label Gang Rags : Reborn qui regroupe 11 titres remasterisés de l'époque Gang Rags, ainsi que quatre inédits. L'album atteint la 106e place du Billboard 200.
Le 17 août 2015, les personnes inscrites sur le site du label Majik Ninja Entertainment reçoivent un lien vers une nouvelle chanson de Blaze intitulée Ghost en duo avec Kung Fu Vampire. La sortie d'un nouvel album intitulé The Casket Factory est annoncée pour le 15 janvier 2016.

## Projets parallèles
Blaze Ya Dead Homie a participé et participe encore à plusieurs projets au sein de Psychopathic Records. Il a également élaboré des projets de son côté.
- Dark Lotus : Dark Lotus est un supergroupe signé sur Psychopathic Records depuis 2001 qui regroupe notamment Insane Clown Posse (ICP), Twiztid et Blaze Ya Dead Homie. Au début, ce supergroupe ne doit regrouper qu'ICP et Twiztid mais il accueille finalement d'autres artistes[4].
- Psychopathic Rydas : Psychopathic Rydas est un supergroupe de gangsta rap opéré par plusieurs artistes du label Psychopathic Records comme Insane Clown Posse, Twiztid, Blaze Ya Dead Homie, Myzery, Anybody Killa, qui reprennent illégalement les musiques d'artistes de hip-hop pour y ajouter leurs paroles[réf. nécessaire]. Ils publient leurs œuvres au sous-label Joe and Joey Records[20]. Blaze Ya Dead Homie en fait partie depuis le début en 1999 sous le nom de Cell Block.
- Drive-By : Drive-By est un groupe associant Blaze Ya Dead Homie et Anybody Killa. Ils réalisent ensemble la chanson Foo-Dang! en 2002. Ils sortent ensuite l'album Pony Down (Prelude) en 2005. Cet album est produit par Violent J, Shaggy 2 Dope, Lavel et Esham. Cet album est réédité en 2008 avec deux chansons bonus (Yellow Tape et By My Side). Un nouveau EP (6 titres) intitulé Back on da Block sort en 2013 pour le Drive-By Tour. L'EP est produit par Fritz The Cat. un EP 6 titres intitulé RunTheseStreets sort en 2014 pour le Drive-By Tour.
- The Samhain Witch Killaz : Le supergroupe The Samhain Witch Killaz est une nouvelle collaboration entre Twiztid et The R.O.C., anciens membres d'House Of Krazees. Ce super groupe a réalisé quelques chansons. En 2007, Blaze Ya Dead Homie a rejoint le projet sur la chanson Inside Looking Out présente sur son album Clockwork Gray.
- Psycho Psypher : Ce projet est annoncé par Violent J sur son compte Twitter en février 2011. Le Hatchet Herald du 1er avril 2011 précise le contenu du projet. Il s'agit de deux vidéos de cypher : des freestyles avec des textes déjà préparés. Ces vidéos sont disponibles exclusivement sur iTunes. Psypher One Video sort le 5 avril. Elle regroupe les artistes Violent J, Jamie Madrox de Twiztid, Anybody Killa et Bootleg de The Dayton Family. Psypher Two Video sort le 19 avril. Elle regroupe Shaggy 2 Dope, Monoxide Child de Twiztid, Blaze Ya Dead Homie, Boondox et Shoestring de The Dayton Family. Un troisième cypher sort en décembre 2011. Il regroupe Violent J, Jamie Madrox, Cold 187 um, Blaze Ya Dead Homie, Anybody Killa, Monoxide Child, Shaggy 2 Dope et DJ Clay. Un quatrième cypher sort en octobre 21012 et regroupe : ICP, The R.O.C., Legz Diamond, Cold 187um, ABK, Blaze Ya Dead Homie, Doe Dubbla et Twiztid.

## Discographie

### Albums studio
- 2000 : Blaze Ya Dead Homie
- 2001 : 1 Less G n Da Hood
- 2004 : Colton Grundy: The Undying
- 2007 : Clockwork Gray
- 2010 : Gang Rags
- 2011 : Gang Rags: Extended Version
- 2014 : Gang Rags: Reborn

### EP
- 2000 : Blaze Ya Dead Homie

### Singles
- 2005 : For The People (Gathering of the Juggalos 2005 EP, 2005) : chanson se trouvant sur le EP distribué aux Juggalos lors du Gathering of the Juggalos 2005. L'EP comporte une intro et quatre chansons : Still Here d'Anybody Killa, For The People de Blaze Ya Dead Homie, In The Woods d'ICP et Whatever It Takes de Twiztid.
- 2013 : Let It Burn (CD distribué gratuitement lors du Drive-By Tour en 2013 avec un single d'Anybody Killa intitulé Don't Let Go)
- 2015 : Worm Food (CD single offert pour toute commande de plus de $20 passée septembre 2015 sur twiztidshop.com)

### Featurings
- Shittalkaz (2000) (Blaze Ya Dead Homie, Blaze Ya Dead Homie EP, 2000) : Blaze Ya Dead Homie, Twiztid et ICP.
- Grave Ain't No Place (2001) (Blaze Ya Dead Homie, 1 Less G In The Hood, 2001) : Blaze Ya Dead Homie, Monoxide Child et Anybody Killa.
- Juggalo Anthem (2001) (Blaze Ya Dead Homie, 1 Less G In The Hood, 2001) : Blaze Ya Dead Homie, Twiztid et Violent J.
- Nasty (2001) (Blaze Ya Dead Homie, 1 Less G In The Hood, 2001) : Blaze Ya Dead Homie, Jamie Madrox, Anybody Killa et Violent J. Chanson produite par Violent J et M. Puwal.
- Str8 Outa Detroit (2001) (Blaze Ya Dead Homie, 1 Less G In The Hood, 2001) : Blaze Ya Dead Homie, Violent J, Anybody Killa et Anybody Killa.
- Hood Ratz (2001) (Blaze Ya Dead Homie, 1 Less G In The Hood, 2001) : Blaze Ya Dead Homie, Jamie Madrox et Anybody Killa.
- U Can't Hurt Me Now (2001) (Blaze Ya Dead Homie, 1 Less G In The Hood, 2001) : Blaze Ya Dead Homie, Jamie Madrox, Anybody Killa, Pickles et M. Puwal.
- Thug 4 Life (2001) (Blaze Ya Dead Homie, 1 Less G In The Hood, 2001) : Blaze Ya Dead Homie, Jamie Madrox et Anybody Killa.
- Hatchet Execution (2001) (Blaze Ya Dead Homie, 1 Less G In The Hood, 2001) : Blaze Ya Dead Homie, Anybody Killa, ICP, Twiztid et Syn de Zug Izland.
- Bump This Shhh (2004) (Blaze Ya Dead Homie, Colton Grundy, 2004) : Blaze Ya Dead Homie. Paroles additionnelles par The R.O.C., Lavel, JD Tha Weed Man et Anybody Killa.
- The Touche Of Dead (2004) (Blaze Ya Dead Homie, Colton Grundy, 2004) : Blaze Ya Dead Homie. Paroles additionnelles par The R.O.C., Lavel et JD Tha Weed Man.
- Shotgun (2004) (Blaze Ya Dead Homie, Colton Grundy, 2004) : Blaze Ya Dead Homie, Anybody Killa, Jamie Madrox et Esham. Paroles additionnelles par Violent J et Jamie Madrox.
- Etched Out (2004) (Blaze Ya Dead Homie Colton Grundy, 2004) : Blaze Ya Dead Homie. Paroles additionnelles par Violent J, Lavel et Esham.
- If I Fall (2004) (Blaze Ya Dead Homie Colton Grundy, 2004) : Blaze Ya Dead Homie, Tha Shadow et Jamie Madrox.
- Hey You (2004) (Blaze Ya Dead Homie Colton Grundy, 2004) : Blaze Ya Dead Homie et Somedumb Drunkbitch.
- Stick Ya Hands Up (2004) (Blaze Ya Dead Homie Colton Grundy, 2004) : Interprétée par Blaze Ya Dead Homie et Anybody Killa. Paroles additionnelles par Violent J et Monoxide child.
- Further From Truth (2004) (Blaze Ya Dead Homie, Colton Grundy, 2004) : Blaze Ya Dead Homie et Jamie Madrox. Ingénieur : Violent J.
- Roll It Up (2004) (Blaze Ya Dead Homie, Colton Grundy, 2004) : Blaze Ya Dead Homie et The R.O.C..
- Mr. Deadfolx (2004) (Blaze Ya Dead Homie, Colton Grundy, 2004) : Blaze Ya Dead Homie, Jamie Madrox et Violent J.
- 2 Many Bitches (2004) (Blaze Ya Dead Homie, Colton Grundy, 2004) : Blaze Ya Dead Homie, Anybody Killa  et Breed.
- Climbing (2004) (Blaze Ya Dead Homie, Colton Grundy, 2004) : Blaze Ya Dead Homie, Twiztid, Esham, Violent J, Shaggy 2 Dope et Lavel.
- Look Out (2006) (Blaze Ya Dead Homie, 1  Less G In The Hood (Deluxe Edition), 2006) : Blaze Ya Dead Homie et Tha Shadow.
- Contact From The Other Side (2007) (Blaze Ya Dead Homie, Clockwork Gray, 2007) : Paroles lues par Steve Defekt Selley.
- Blaze (2007) (Blaze Ya Dead Homie, Clockwork Gray, 2007) : Blaze Ya Dead Homie et The R.O.C..
- Ill Connect (2007) (Blaze Ya Dead Homie, Clockwork Gray, 2007) : Blaze Ya Dead Homie et The R.O.C.. Chanson produite par Shaggy 2 Dope.
- Keep It Simple (2007) (Blaze Ya Dead Homie, Clockwork Gray, 2007) : Blaze Ya Dead Homie, Big-B, Kutt Calhoun et Jamie Madrox.
- Egg Plantz (2007) (Blaze Ya Dead Homie, Clockwork Gray, 2007) : Blaze Ya Dead Homie et The R.O.C..
- Zip Codez N'Times Zones (2007) (Blaze Ya Dead Homie, Clockwork Gray, 2007) : Blaze Ya Dead Homie et Violent J. Chanson mixée par DJ Clay.
- Inside Looking Out (2007) (Blaze Ya Dead Homie, Clockwork Gray, 2007) : The Samhain Witch Killaz (Blaze Ya Dead Homie, Twiztid et The R.O.C.).
- Dead Neck (2007) (Blaze Ya Dead Homie, Clockwork Gray, 2007) : Blaze Ya Dead Homie, Boondox, The R.O.C. et Jamie Madrox.
- Wishing Well (2007) (Blaze Ya Dead Homie, Clockwork Gray, 2007) : Blaze Ya Dead Homie, The R.O.C. et Jamie Madrox.
- E.O.D. (2007) (Blaze Ya Dead Homie, Clockwork Gray, 2007) : Zodiac Mprint (Blaze Ya Dead Homie et The R.O.C.).
- Suspect Loitering (2010) (Blaze Ya Dead Homie, Gang Rags, 2010) : Blaze Ya Dead Homie et Mike E. Clark.
- I'm Back (2010) (Blaze Ya Dead Homie, Gang Rags, 2010) : Blaze Ya Dead Homie, Michelle Rapp, Violent J et Mike E. Clark.
- Deadman Walking (2010) (Blaze Ya Dead Homie, Gang Rags, 2010) : Blaze Ya Dead Homie, Violent J et Mike E. Clark.
- Ridin' the Whip (2010) (Blaze Ya Dead Homie, Gang Rags, 2010) : Blaze Ya Dead Homie, Violent J et Kottonmouth Kings.
- Dub Sack (2010) (Blaze Ya Dead Homie, Gang Rags, 2010) : Blaze Ya Dead Homie et Axe Murder Boyz.
- B & E (2010) (Blaze Ya Dead Homie, Gang Rags, 2010) : Blaze Ya Dead Homie, Violent J et Mike E. Clark.
- Damn Bitch (2010) (Blaze Ya Dead Homie, Gang Rags, 2010) : Blaze Ya Dead Homie et The Dayton Family.
- Monster Inside (2010) (Blaze Ya Dead Homie, Gang Rags, 2010) : Blaze Ya Dead Homie, Violent J et Mike E. Clark.
- Party (2010) (Gang Rags, 2010) : Blaze Ya Dead Homie, Anybody Killa et Mike E. Clark.
- 3 Evil Wizards (2010) (Gang Rags, 2010) : Blaze Ya Dead Homie, Violent J et Anybody Killa.
- Monster Inside (2010) (Blaze Ya Dead Homie, Gang Rags, 2010) : Blaze Ya Dead Homie, Anybody Killa et Mike E. Clark.
- Tokyo Spa (2010) (Gang Rags, 2010) : Blaze Ya Dead Homie, ICP et Michelle Rapp.
- Ghetto Benefits (2010) (Gang Rags (Extended Version (Uncut + Uncensored), 2010) : Blaze Ya Dead Homie, The R.O.C. et J10.
- Simply Fresh (2010) (Gang Rags (Extended Version (Uncut + Uncensored), 2010) : Blaze Ya Dead Homie et J10.
- Rules 2 Tha Game (2010) (Gang Rags (Extended Version (Uncut + Uncensored), 2010) : Blaze Ya Dead Homie et Anybody Killa.
- Ghost (2015) (The Casket Factory, 2015) : Blaze Ya Dead Homie et Kung Fu Vampire. Un lien de téléchargement est envoyé vers la chanson le 17 août 2015 pour les personnes inscrites sur le site du label Majik Ninja Entertainement.
- Where Itz Goin Down (2000) (Twiztid, FreakShow, 2000) : Twiztid, Three 6 Mafia, Blaze Ya Dead Homie et Anybody Killa.
- Maniac Killa (2000) (Twiztid, FreakShow, 2000) : Twiztid, ICP, Blaze Ya Dead Homie et Vampiro, production et scratching par Shaggy 2 Dope.
- Drunken Ninja Master (2001) (Twiztid, Cryptic Collection Volume 2, 2001) : Twiztid, ICP, Anybody Killa, Blaze Ya Dead Homie (Dark Lotus); beat par Shaggy 2 Dope.
- Children Of The Wasteland (2001) (Hallowicked 2001) : Un cd 3 titres est distribué aux Juggalos. Il contient un morceau d'ICP intitulé Every Halloween (2001), un morceau de Blaze Ya Dead Homie avec Anybody Killa intitulé Children of the Wasteland (2001) et un morceau de Twiztid intitulé Waited Til Halloween (2001).
- Juggalo Party (2002) (Twiztid, Cryptic Collection 2, 2002) : Twiztid, Blaze Ya Dead Homie et Anybody Killa. 1re chanson de Twiztid pour l'Hallowicked présente sur un cd 8 titres distribué le soir de l'Hallowicked 2000.
- Superstar (2003) (4 The Fam EP, 2003) : Twiztid et Anybody Killa.
- Pimples On Ya Pumkin (2003) (Twiztid, Fright Fest 2003, 2003) : Twiztid, Blaze Ya Dead Homie, Anybody Killa et The R.O.C..
- Sweet Tooth (2003) (Twiztid, Fright Fest 2003, 2003) : Twiztid, Anybody Killa, Blaze Ya Dead Homie, JD Tha Weedman et The R.O.C..
- Wake Up (2003) (Twiztid, Fright Fest 2003, 2003) : Twiztid, Blaze Ya Dead Homie, Anybody Killa et The R.O.C..
- High Halloween (2003) (Twiztid, Fright Fest 2003, 2003) : Twiztid, Anybody Killa et Blaze Ya Dead Homie.
- Christmas In The Hood (2003) : Chanson mise en téléchargement libre sur internet pour Nöel 2003 avec Twiztid, Blaze Ya Dead Homie, Lavel, Wolfpac et The R.O.C..
- Sticky Icky Situation (2004) (Anybody Killa, Dirty History, 2004) : Anybody Killa, Blaze Ya Dead Homie, Violent J et Esham.
- Tools (2003) (Anybody Killa, Hatchet Warrior, 2003) : Anybody Killa et Blaze Ya Dead Homie.
- While You're Sleeping (2003) (Anybody Killa, Hatchet Warrior, 2003) : Anybody Killa et Blaze Ya Dead Homie.
- Foo Dang (2002) (Anybody Killa, Hatchet Warrior, 2003) : Anybody Killa et Blaze Ya Dead Homie (Drive-By). Voix additionnelles par Dan Miller et Barry.
- Blaze (2004) (Monoxide Child, Chainsmoker LP, 2004) : Monoxide Child, Blaze Ya Dead Homie et Emily Sev Elev.
- Outta My Way (2004) (Monoxide Child, Chainsmoker LP, 2004) : Monoxide Child, Esham et Blaze Ya Dead Homie.
- Bitch Shut Up (2004) (Psychopathics From Outer Space Part 2!, 2004) : Blaze Ya Dead Homie et Esham.
- Free Studio (2004) (Psychopathics From Outer Space Part 2!, 2004) : The Hatchet Family : ICP, Twiztid, Anybody Killa, Esham, Blaze Ya Dead Homie, Jumpsteady et Zug Izland. Voix additionnelles par The Rude Boy et Fritz The Cat.
- Party At The Liquor Store (2004) (Anybody Killa, Dirty History, 2004) : Anybody Killa et Blaze Ya Dead Homie. Voix additionnelles par Violent J, James Hicks et Twiztid.
- It Doesn't Matta (2004) (Anybody Killa, Dirty History, 2004) : Anybody Killa, Blaze Ya Dead Homie et Esham. Musique par Esham.
- Album Pony Down [Prelude] (2005) de Drive-By (Blaze Ya Dead Homie et Anybody Killa).
- Bag Snatchin'  (2005) (Twiztid, Fright Fest 2005, 2005) : Twiztid, JD Tha Weedman, Blaze Ya Dead Homie, The R.O.C..
- Entity (2005) (Twiztid, Man's Myth vol.1, 2005) : Chanson écrite par Twiztid et Shaggy 2 Dope, interprétée par Twiztid et Blaze Ya Dead Homie.
- Bonus Flavor (2005) (Twiztid, Man's Myth vol.1, 2005) : Twiztid, ICP, Blaze Ya Dead Homie, Anybody Killa, The ROC, Esham. Reprise de la chanson I Got 5 On It de Luniz avec Michael Marshall (1995).
- Triple Threat (2005) (Twiztid, Mutant vol.2, 2005) : Twiztid, Blaze Ya Dead Homie, et Fritz The Cat (guitare).
- This High (Remix) (Drive-By, Pony Down [Prelude], 2005) : Drive-By (Blaze Ya Dead Homie et Anybody Killa), Violent J, Lavel et Esham.
- Red Mist (2006) (Boondox, The Harvest, 2006) : Boondox, twiztid et Blaze Ya Dead Homie. Un clip de cette chanson avec les trois groupes a été réalisé.
- Nightmares (2006) (Twiztid, Cryptic Collection 4 Hallowenn Edition, 2006) : The Samhain Witch Killaz (Twiztid et The R.O.C.) et Blaze Ya Dead Homie.
- How I Live (2007) (Twiztid, Independents Day, 2007) : Twiztid, Proof et Blaze Ya Dead Homie.
- How Quick (2007) (Big B, More To Hate, 2007) : Big B et Blaze Ya Dead Homie.
- Put It Down (2007) (Psychopathics From Outer Space Part 3!, 2007) : Blaze Ya Dead Homie, Violent J et Jamie Madrox.
- Hatchet Man (2007) (Psychopathics From Outer Space, Part 3, 2007) : The Hatchet Family : Boondox, Blaze Ya Dead Homie, Jamie Madrox, The ROC, Violent J, Monoxide Child, DJ Clay et Shaggy 2 Dope. Guitare par Razor Ray de Motown Rage.
- Bodies Fall (2008) (Prozak, Tales From the Sick, 2008) : Prozak, Tech N9ne, Blaze Ya Dead Homie, Kutt Calhoun et The R.O.C..
- Sickness (2008) (DJ Clay, Let'em Bleed The Mixxtape Vol.1, 2008) : Twiztid, Blaze Ya Dead Homie et DJ Clay.
- Blaze & Monoxide (2008) (DJ Clay, Let'em Bleed The Mixxtape Vol.1, 2008) : Blaze Ya Dead Homie, Monoxide Child et DJ Clay.
- Fear (2008) (Boondox, Krimson Creek, 2008) : Boondox, Monoxide Child et Blaze Ya Dead Homie.
- What U Want From Me (2008) (Anybody Killa, Mudface, 2008) : Anybody Killa et Blaze Ya Dead Homie. Guitare par Mitch E..
- 4ever Detroit (2008) (DJ Clay, Let'em Bleed The Mixxtape Vol.2, 2008) : Blaze Ya Dead Homie, Violent J, Awesome Dre et DJ Clay.
- Kept Grindin (2008) (DJ Clay, Let'em Bleed The Mixxtape Vol.3, 2008) : ICP, Twiztid, Blaze Ya Dead Homie, Anybody Killa, Axe Murder Boyz, Boondox et DJ Clay.
- All Of The Above (Glitch Mix) (2009) (Twiztid, Cryptic Collection 5 : Holiday Edition, 2009) : Twiztid, Blaze Ya Dead Homie, Ashley Heidrich et Willie E. (guitares).
- All Of The Above (2009) (Twiztid, W.I.C.K.E.D., 2009) : Twiztid, Blaze Ya Dead Homie, Ashley Heidrich et Willie E. (guitares).
- Killing Season (2009) (Twiztid, W.I.C.K.E.D., 2009) : Twiztid, Blaze Ya Dead Homie et Ashley Heidrich.
- Whoop Whoop (2009) (Twiztid, W.I.C.K.E.D., 2009) : Twiztid, Blaze Ya Dead Homie et DJ Clay (Cuts).
- Woe Woe (2009) (Twiztid, W.I.C.K.E.D., 2009) : Twiztid, Blaze Ya Dead Homie, Randy Lynch (guitares) et Ashley Heidrich.
- Frankistien (Remix) (2009) (Mike E. Clark, Psychopathic Murder Mix volume 1, 2009) : Twiztid, Blaze Ya Dead Homie et Mike E. Clark.
- Ill Connect (2009) (Mike E. Clark, Psychopathic Murder Mix volume 1, 2009) : Blaze Ya Dead Homie, The R.O.C. et Mike E. Clark.
- Haul 'Em Off (2009) (Liquid Assassin, Apocalypse, 2009): Liquid Assassin et Blaze Ya Dead Homie.
- Damn Bitch (Remix) (2010) (Mike E. Clark, Psychopathic Murder Mix volume 2, 2010) : Blaze Ya Dead Homie, Kottonmouth Kings, Bootleg et Mike E. Clark.
- Spawned (2010) (The  R.O.C., Welcome To The Dark Side, 2010) : The R.O.C. et Blaze Ya Dead Homie.
- The Paper (2011) (The Dirtball, Nervous System, 2011) : The Dirball et Blaze Ya Dead Homie.
- Psypher Two video (2011) (Psycho Psypher, 2011) : Shaggy 2 Dope d'ICP, Monoxide Child de Twiztid, Blaze Ya Dead Homie, Boondox et Shoestring de The Dayton Family.
- Where Do We Go From Here ? (2011) (Chanson mise en ligne gratuitement avec un vidéoclip lors du American Psycho Tour) : ICP, Twiztid, Blaze Ya Dead Homie, Legs Diamond et Big Hutch de Above The Law.
- Psycho Three Video (2011) (Psycho Psypher, 2011) : Violent J, Jamie Madrox, Cold 187um, Blaze Ya Dead Homie, Anybody Killa, Monoxide Child, Shaggy 2 Dope et DJ Clay.
- Prelude (2012) (ICP, The Mighty Death Pop, The Red Pop : Covered, smothered & Chunked, 2012) : ICP, Blaze Ya Dead Homie, DJ Clay, Anybody Killa, Jumpsteady, Cold 187um et Twiztid.
- 2012 : Psycho Four Video (Psycho Psypher, 2012) : ICP, The R.O.C., Legz Diamond, Cold 187um, ABK, Blaze Ya Dead Homie, Doe Dubbla et Twiztid.
- Wasted (2013) (A New Nightmare EP, 2013) : Twiztid, Blaze Ya Dead Homie, Ajax, Bukshot, Jahred d'(Hed)pe, Jelly Roll, Lil Wyte, Johnny Richter des Kottonmouth Kings et Liquid Assassin.
- Everybody Knows (2014) (Underground Hustlin' 54, hosted by Johnny  Richter, 2014) : Blaze Ya Dead Homie, Madchild et Intrinzik.
- Bitch Slappaz (2002) (The Wraith : Shangri-La, 2002) : ICP, Blaze Ya Dead Homie et Jumpsteady.
- Horribly Horrifying (2003) (Violent J, Wizard Of The Wood, 2003) : Violent J, Twiztid et Blaze Ya Dead Homie.
- What U Thinkin' About ? (2003) (Violent J, Wizard Of The Wood, 2003) : Violent J, Twiztid, Blaze Ya Dead Homie et Nate The Mack.
- Mad house (2005) (Forgotten Freshness Vol. IV, 2005) : ICP et Tech N9ne. Voix additionnelle par Blaze Ya Dead Homie. Musique écrite et composée par ICP. Chanson produite par The Supreme Team (ICP, Esham, Lavel).
- Forever & Always (2006) (Shaggy 2 Dope, F.T.F.O., 2006) : Shaggy 2 Dope, violent J et Blaze Ya Dead Homie.
- Always Fuckin' With Us (2006) (Shaggy 2 Dope, F.T.F.O., 2006) : Shaggy 2 Dope, Twiztid et Blaze Ya Dead Homie.
- Untitled (Outtakes) (Extended Geto Mix) (2012) (ICP, The Mighty Death Pop, The White Pop :  Mike E. Clark's Extra Pop Emporium, 2012) : ICP, Blaze Ya Dead Homie et Jamie Madrox.
- Prelude (2012) (ICP, The Mighty Death Pop, The Red Pop : Covered, smothered & Chunked, 2012) : ICP, Blaze Ya Dead Homie, DJ Clay, Anybody Killa, Jumpsteady, Cold 187um et Twiztid.
- Shout (2012) (reprise du titre de Tears for Fears) (ICP, The Mighty Death Pop, The Red Pop : Covered, smothered & Chunked, 2012) : ICP et Blaze Ya Dead Homie.

## Clips
- Ill Connect (2007) (Clockwork Gray, 2007).
- Blaze Up (2007) (Clockwork Gray, 2007) : Blaze et The R.O.C.. Vidéoclip inédit diffusé dans le Psychopathic : The Videos Volume 2 (2014).
- Deadman Walking (2010) (Gang Rags, 2010).
- Dub Sack (2012) (Gang Rags, 2010) : Apparition de ICP et Mike E. Clark.
- Napalm (2014) (Gang Rags New Born, 2014).
- Ghost Bars (2015) (Gang Rags New Born, 2014).

## Cinéma et télévision

### Séries télévisées
- 2013 : Pilot de la série TV Over/Under : Apparition de Blaze et Twiztid dans 3 scènes de l'épisode pilote de la série TV Over/Under réalisée pour USA Network. La chaîne a décidé de ne pas poursuivre la série.

### Films
- 2005 The Purple Show : La vidéo sur le show web réalisé par Twiztid et diffusé sur leur site Twiztid.com. On peut y voir Twiztid, Blaze Ya Dead Homie, Esham, AnyBody Killa, ICP...
- 2005 Road Fools : Le mini-album Road Fools d'Anybody Killa contient un DVD. On peut y voir des extraits live d'Anybody Killa à The Gathering of the Juggalos 2004 mais également Violent J, Esham...
- 2010 Big Money Rustlas : Une comédie qui est la suite de Big Money Hustlas (1999) qui se déroule dans le passé à l'époque du Far West, réalisé par Paul Andresen. Les invités sont nombreux (Twiztid, Jumpsteady, Anybody Killa, Jason Mewes, Mark Jury...). Bien qu'à l'origine, Blaze Ya Dead Homie ne voulait pas spécialement participer au film, il fait de brèves apparitions dans le rôle du croque-mort du village.